# The Weekend (chanson de SZA)
Pour les articles homonymes, voir Week-end (homonymie).
Singles de SZA
Homemade Dynamite
(2017) All the Stars
(2018)
The Weekend est une chanson de l'auteure-compositrice-interprète américaine SZA issue de son premier album studio Ctrl.

## Clip vidéo
Le clip vidéo de The Weekend est réalisé par l'artiste américaine Solange. Elle est nommée avec SZA au prix de la meilleure direction artistique lors des MTV Video Music Awards 2018.

## Accueil critique

### Classements des critiques
Meskin Fekadu de l'agence de presse Associated Press classe The Weekend en première position de son top dix des meilleures chansons de l'année 2017. Elle est à la vingt-deuxième place du classement publié par Pitchfork, à la quarante-cinquième place de celui du magazine Complex et à la soixante-dix-septième place de celui du magazine Billboard. La chanson est aussi trente-sixième ex-æquo avec sept autres titres dans le sondage Pazz & Jop publié par The Village Voice en janvier 2018.
Dans les classements par genre, The Weekend est cinquième du classement R&B publié par Billboard, neuvième du classement R&B et hip-hop publié par Vibe et vingt-et-unième du classement pop publié par Stereogum.
En 2019, plusieurs publications citent The Weekend dans leurs listes des meilleures chansons de la décennie, dont Elle Canada, Insider Inc. et Pitchfork.

### Distinctions
Pour The Weekend, SZA est nommée au prix de la meilleure prestation R&B lors de la 60e cérémonie des Grammy Awards ainsi qu'au prix de la chanson de l'année (en) lors des Soul Train Music Awards 2018 (en).

## Classements et certifications
| Classement (2017-18)                      | Meilleure position |
| ----------------------------------------- | ------------------ |
| Australie (ARIA)                          | 49                 |
| Canada (Hot 100)                          | 63                 |
| Canada (Digital Songs)                    | 29                 |
| Écosse (OCC)                              | 79                 |
| États-Unis (Hot 100)                      | 29                 |
| États-Unis (Adult R&B Songs (en))         | 13                 |
| États-Unis (Digital Songs)                | 34                 |
| États-Unis (Mainstream R&B/Hip-Hop Songs) | 4                  |
| États-Unis (R&B Songs (en))               | 1                  |
| États-Unis (R&B/Hip-Hop Airplay)          | 6                  |
| États-Unis (R&B/Hip-Hop Songs)            | 13                 |
| États-Unis (Radio Songs)                  | 45                 |
| États-Unis (Rhythmic Songs)               | 16                 |
| États-Unis (Streaming Songs)              | 19                 |
| Portugal (AFP)                            | 86                 |
| Royaume-Uni (UK Singles Chart)            | 55                 |
| Royaume-Uni (UK R&B Chart)                | 33                 |

| Classement (2017)                         | Position |
| ----------------------------------------- | -------- |
| États-Unis (R&B Songs (en))               | 17       |
| États-Unis (R&B/Hip-Hop Songs)            | 54       |
| Classement (2018)                         | Position |
| États-Unis (Adult R&B Songs (en))         | 46       |
| États-Unis (R&B Songs (en))               | 22       |
| États-Unis (Hot R&B/Hip-Hop Airplay)      | 48       |
| États-Unis (Mainstream R&B/Hip-Hop Songs) | 43       |
| États-Unis (R&B/Hip-Hop Songs)            | 85       |

| Région | Certification | Ventes/Streams |
| --- | ------------- | -------------- |
| Australie (ARIA) | 2 × Platine   | 140 000‡       |
| Canada (Music Canada) | Platine       | 800 000‡       |
| États-Unis (RIAA) | 3 × Platine   | 3 000 000‡     |
| Royaume-Uni (BPI) | Or            | 400 000‡       |
| *Ventes selon la certification ^Mise en rayon selon la certification xNon précisé par la certification ‡ventes/streaming selon la certification |               |                |

## Remix de Calvin Harris
Singles de Calvin Harris
Faking It (en)
(2017) Nuh Ready Nuh Ready (en)
(2018)
Le remix de The Weekend par Calvin Harris sort le 15 décembre 2017.

### Classements
| Classement (2017-18)                           | Meilleure position |
| ---------------------------------------------- | ------------------ |
| Belgique (Flandre Ultratip Bubbling Under 100) | Tip                |
| Belgique (Flandre Ultratop R&B/Hip-Hop)        | 36                 |
| Belgique (Wallonie Ultratip Bubbling Under 50) | Tip                |
| Nouvelle-Zélande (Heatseeker Singles)          | 3                  |

### Certifications
| Région | Certification | Ventes/Streams |
| --- | ------------- | -------------- |
| États-Unis (RIAA) | Or            | 500 000‡       |
| *Ventes selon la certification ^Mise en rayon selon la certification xNon précisé par la certification ‡ventes/streaming selon la certification |               |                |